# پتاسیم فروسیانید
پتاسیم فروسیانید (به انگلیسی: Potassium ferrocyanide) با فرمول شیمیایی C۶N۶FeK۴ یک ترکیب شیمیایی با شناسه پاب‌کم ۱۶۱۰۶۷ است. که جرم مولی آن ۳۶۸٫۳۵ g/mol می‌باشد. شکل ظاهری این ترکیب، بلورهای زرد روشن است.
مضرات این ماده شیمیایی که درنمک طعام مورداستفاده قرار می‌گیرد مشخص نیست. در اثر حرارت یا محیط‌های اسیدی تجزیه شده و مواد بسیار سمی تولید می‌کند.